# David Henen
David Boris Philippe Henen (Libramont-Chevigny, 19 april 1996) is een Belgisch voetballer die bij voorkeur als vleugelspeler speelt. Hij speelt nu voor KV Kortrijk, na ook reeds te hebben gespeeld (sinds 2018) voor Sporting Charleroi.

## Clubcarrière
Henen gold in de jeugd als een groot talent bij Standard Luik en RSC Anderlecht. In het voorjaar van 2012 ondertekende hij bij die laatste club een profcontract voor drie jaar. Tot een debuut in het eerste elftal van paars-wit zou het echter nooit komen: in het seizoen 2013/14 werd hij verhuurd aan AS Monaco. Nadat hij daar één seizoen in het B-elftal speelde, verkocht Anderlecht hem in 2014 aan Olympiakos Piraeus, dat hem meteen verhuurde aan Everton FC. Een jaar later nam Everton hem definitief over.
Zijn eerste profwedstrijden speelde Henen voor Fleetwood Town, de club waaraan hij van november 2015 tot april 2016 werd uitgeleend. Op 14 november 2015 maakte hij zijn opwachting in de Football League One tegen Peterborough United. Eén week later maakte Henen zijn eerste competitietreffer tegen Swindon Town. Voor Everton zelf zou hij nooit uitkomen: in de zomer van 2018 verliet hij de club transfervrij zonder ooit maar één officiële wedstrijd voor de club gespeeld te hebben.
Op 31 augustus 2018 koos Henen voor een nieuwe start door een contract voor twee jaar (met een optie op twee bijkomende seizoenen) te tekenen bij Sporting Charleroi. Daar kwam hij op zijn 22e eindelijk aan spelen toe bij een club op het hoogste niveau. In 2020 stapte hij over de Franse club Grenoble Foot. Hij speelde hier 1,5 jaar waarna hij terugkeerde naar zijn vaderland waar hij een contract tot 2024 tekende bij KV Kortrijk.

## Interlandcarrière
Henen kwam reeds uit voor diverse Belgische nationale jeugdselecties. In 2014 speelde hij vijf interlands voor België –19. In 2019 ging hij echter in op het aanbod van Togo om A-international te worden bij hen, hoewel hij in maart van dat jaar ook in beeld was geweest bij de Belgische beloften. Op 14 november 2019 maakte hij in de Afrika Cup-kwalificatiewedstrijd tegen de Comoren zijn interlanddebuut voor Togo.
| Interlands van David Henen        | Interlands van David Henen        | Interlands van David Henen        | Interlands van David Henen        | Interlands van David Henen        | Interlands van David Henen        |
| No.                               | Datum                             | Wedstrijd                         | Uitslag                           | Soort Wedstrijd                   | Doelpunten                        |
| Als speler bij Sporting Charleroi | Als speler bij Sporting Charleroi | Als speler bij Sporting Charleroi | Als speler bij Sporting Charleroi | Als speler bij Sporting Charleroi | Als speler bij Sporting Charleroi |
| --------------------------------- | --------------------------------- | --------------------------------- | --------------------------------- | --------------------------------- | --------------------------------- |
| 1.                                | 14 november 2019                  | Comoren – Togo                    | 0 – 1                             | Afrika Cup-kwaificatie 2021       | 0                                 |
| 2.                                | 18 november 2019                  | Kenia – Togo                      | 1 – 1                             | Afrika Cup-kwaificatie 2021       | 0                                 |
| Totaal                            | Totaal                            | Totaal                            | Totaal                            | Totaal                            | 0                                 |

Bijgewerkt tot 26 november 2019